# Niaga Ouolof
Pour les articles homonymes, voir Niaga.
Niaga Ouolof (parfois Niaga) est une localité de l'ouest du Sénégal, située à proximité du lac Rose.

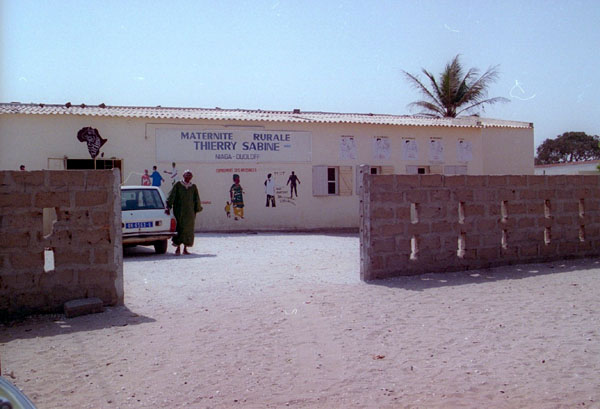
La maternité rurale Thierry Sabine

## Administration
Niaga Ouolof fait partie de la communauté rurale de Tivaouane Peulh dans le département de Rufisque (région de Dakar).

## Géographie
Les localités les plus proches sont Bonaba, Niaga Peulh, Wayambam, Ngueundouf, Niakoul Rab, Medina Tioub et Sangalkam.

### Population
Selon le PEPAM (Programme d'eau potable et d'assainissement du Millénaire), Niaga Ouolof compte 6 643 habitants et 734 ménages.
Comme les noms des deux localités l'indiquent, Niaga Ouolof est surtout peuplée de Wolofs, alors que sa voisine Niaga Peulh est habitée de Peuls.

### Activités économiques
Le poste de santé de Niaga Ouolof fait partie des dispensaires aidés par Thierry Sabine, l'un des fondateurs du rallye Dakar.
Aujourd'hui l'association ONG-NIAGA http://www.ong-niaga.org/ soutient activement le centre et organise deux fois par an des missions humanitaires en mai et en novembre. Une semaine de consultations médicales, soins infirmiers et distribution de médicaments mais aussi du soutien scolaire, réfection des bâtiments, forage de puits... si vous souhaitez participer contactez l'association contacts@ong-niaga.org